# أمريت تواري
أمريت كور تيواري (بالإنجليزية: Amrit Tewari)‏ هي طبيبة أسنان هندية وعميدة سابقة لمعهد الدراسات العليا للتعليم الطبي والبحوث، شانديغار. شغلت أمريت منصب رئيس مركز علوم صحة الفم (PGI). وهي ابنة سردار تيرات سينغ جوروم الذي كان وزيرًا في باتيالا واتحاد دول شرق البنجاب.
تعتبر أمريت أول شخص يحصل على عضوية لمدى الحياة في الجمعية الهندية لطب الأسنان وطب الأسنان الوقائي كما اختيرت عضو في جمعية طب الأسنان الهندية  والأكاديمية الوطنية للعلوم الطبية. كانت أيضًا عضوًا سابقًا في مجلس شانديغار البلدي.
بعد بلوغها سن التقاعد من معهد الدراسات العليا للتعليم الطبي والبحوث، أصبحت أستاذًة فخريًة في المعهد. كتبت العديد من المقالات الطبية في مجلات علمية محكمة ونشرت كتابًا بعنوان الفلوريد وتسوس الأسنان: موجز. منحتها الحكومة الهندية رابع أعلى وسام مدني بادما شري في عام 1992. تزوجت تيواري، الحاصلة على شهادة تقدير من أكاديمية بيير فوشارد، من في إن تيواري، وهو مؤلف وأستاذ للبنجابية في جامعة بنجاب ولديه ابن، مانيش تيواري، سياسي هندي ووزير سابق للإعلام والإذاعة. كان في إن تيواري ضحية تمرد البنجاب، عندما قُتل برصاص مسلحين في عام 1984.